# Німецький романтизм
Німецький романтизм (нім. Deutsche Romantik) — першоджерело континентального романтизму; панівний напрямок в мистецтві німецькомовних країн Європи з кінця XVIII до середини XIX століття. Сформувався в Єні практично одночасно з англійським романтизмом і раніше, ніж аналогічні явища в інших країнах Європи.
Передромантизм в Німеччині прийшов на зміну школі «Бурі і натиску», яка підготувала його своїми улюбленими темами боротьби з тиранією, конфлікту волелюбної особистості з існуючим порядком. В цьому відношенні найбільш характерні драми Шиллера («Дон Карлос», «Розбійники»). На рубежі століть єнська школа романтизму співіснувала з веймарським класицизмом (відстань між Веймаром і Єною всього 24 км).
Характерна риса німецького романтизму — неясне томління по вищій, ідеальній дійсності, по досконалій гармонії життя і мистецтва (Sehnsucht). Новаліс зумів висловити це томління в містичному символі блакитної квітки (Blaue Blume). Зростаюче усвідомлення недосяжності ідеалу часто призводило романтиків до песимістичного світогляду (т. зв. «Світова скорбота» — Weltschmerz).

## Постаті

### Філософія
- Йозеф фон Айхендорф
- Йоганн Ґотліб Фіхте
- Йоганн Вольфганг фон Гете
- Йоганн-Готфрід Гердер
- Георг Вільгельм Фрідріх Гегель
- Август Людвіг Гюльсен
- Фрідріх Людвіг Ян
- Адам Мюллер
- Фрідріх фон Гарденберг
- Фрідріх Вільгельм Шеллінґ
- Кароліна Шеллінґ
- Фрідріх фон Шлегель
- Фрідріх Шляєрмахер
- Карл Вільгельм Фердінанд Солґер
- Людвіг Уланд

### Образотворче мистецтво
- Карл Блехен
- Карл Густав Карус
- Юган Крістіан Даль
- Крістіан Ецдорф
- Каспар Давид Фрідріх
- Якоб Філіпп Гакерт
- Юліус Гюбнер
- Отто Рейнголд Якобі
- Джозеф Антон Кох
- Ґергард фон Кюґельґен
- Людвіг Ріхтер
- Карл Роттманн
- Філіпп Отто Рунге
- Фридріх Вільгельм Шадоу
- Карл Шпіцвеґ
- Ебергард Ґеорґ Фрідріх фон Вахтер
- Антон Ґеорґ Цвенґауер

### Архітектура
- Карл Фрідріх Шинкель